# 毛瑞青
毛瑞青（1969年10月—），男，浙江文成人，中国天体物理学家，现任中国科学院紫金山天文台副台长、党委副书记、研究员、博士生导师。